# Drum național 2C
Der Drum național 2C (rumänisch für „Nationalstraße 2C“, kurz DN2C) ist eine Hauptstraße in Rumänien. 

## Verlauf
Die Straße beginnt in Costești südlich von Buzău, wo sie vom Drum național 2 (zugleich Europastraße 85) abzweigt. Sie verläuft nach Südosten durch die Walachische Tiefebene, den Bărăgan, durchzieht die Städte Pogoanele und Amara und trifft am westlichen Rand der Kreishauptstadt Slobozia auf den Drum național 2A (zugleich Europastraße 60), an dem sie endet.
Die Länge der Straße beträgt rund 85 km.